# アーネコスキ
アーネコスキ（フィンランド語: Äänekoski フィンランド語発音: [ˈæːneˌkːoski]）はフィンランドの中央スオミ県アーネコスキ郡の都市。また同名の都市を中心としたカウプンキ（市）である。

## 概要
アーネコスキ市（フィンランド語: Äänekosken kaupunki）は1911年に町として成立し、1973年に市へ昇格した。市中央部に広がるKeitele湖をはじめとした多くの湖沼があり、総面積の1,138平方キロメートルのうちの22パーセントが水面面積となっている。市の人口は18,304人（2021年12月）で、長期的にみると減少傾向にある。フィンランド語が主に話されている。デジタル人口局の自治体番号および中央統計局の自治体コードは共通で992。同国の自治体名をフィンランド語でアルファベット順に並べた場合、アーネコスキは最後の309番目になる。
市には行政を円滑にするため市内には5つの市町村連合が組織されており、領域は合併前の旧自治体域を用いている。アーネコスキ（1923年の分割後の町域）、アーネコスキ田園、コンギンカンガス、スオラフティ、スミアイネン。
アーネコスキ市の市章は2007年に合併した旧スオラフティ市のものを使用しており、3匹のクロヅルが描かれている。これはかつて一帯がクロヅルが休憩する湿地であったことに由来する。
アーネコスキ市街地区（Äänekosken keskustaajama）は同市の中心地である。市南部に位置し、北をKeitele湖、南をKuhnamo湖に挟まれている。地区の面積は10平方キロメートルで市全体の1パーセントにすぎないが、人口は8,477人（2019年末時点）で市の45パーセントを占める。

## 歴史

市町村連合の地図。地図の名称の下にある西暦はアーネコスキに編入された年。

1911年、ラウカーとサーリヤルヴィの両自治体を分割してアーネコスキ町が創設された。1932年にアーネコスキ町は分割され、町南部のスオラフティが単独の町となり、町西部地域はアーネコスキ田園村としてそれぞれ分立した。1969年にアーネコスキ町はアーネコスキ田園村を編入し、1973年にアーネコスキ町は市に昇格した。1993年1月1日、市の北に隣接していたコンギンカンガス町を編入する。
2004年3月19日、コンギンカンガス付近の国道4号（欧州自動車道路E75号線）で乗員乗客36名を乗せたバスが路面凍結によりコントロールを失い、ロール紙を輸送していたトラック2台に衝突する交通事故が発生した。衝突のはずみでトラックの荷台からロール紙が落下しバス内になだれ込んだことで被害が拡大し、バスの運転手および乗客23名が死亡、重体4名重傷9名の大惨事となった。この事故はフィンランド史上最も人的被害の大きい交通事故と報道された（コンギンカンガスバス事故）。
2007年1月1日に(旧)アーネコスキ市、スオラフティ市、スミアイネン町は合併し、(新)アーネコスキ市が発足した。

## 交通
国道4号（欧州自動車道路E75号線）が市を南北に縦断する。またアーネコスキ地区の南で国道4号と国道13号が分岐する。
鉄道はユヴァスキュラ＝ハーパヤルヴィ線の駅がアーネコスキ地区にあるが、同線は1987年以降旅客輸送を取りやめている。

## 姉妹都市
かつてアーネコスキ市はアルシタ（ウクライナ）、エワイユ（ベルギー）、ブランデ（デンマーク）、クヴェラゲルジ（アイスランド）、エルンシェルツビク（スウェーデン）、Sigdal（ノルウェー）など13の都市と姉妹都市提携していたが、合併による姉妹都市の減少と財政難を理由に2008年夏に活動を終了した。

## ギャラリー

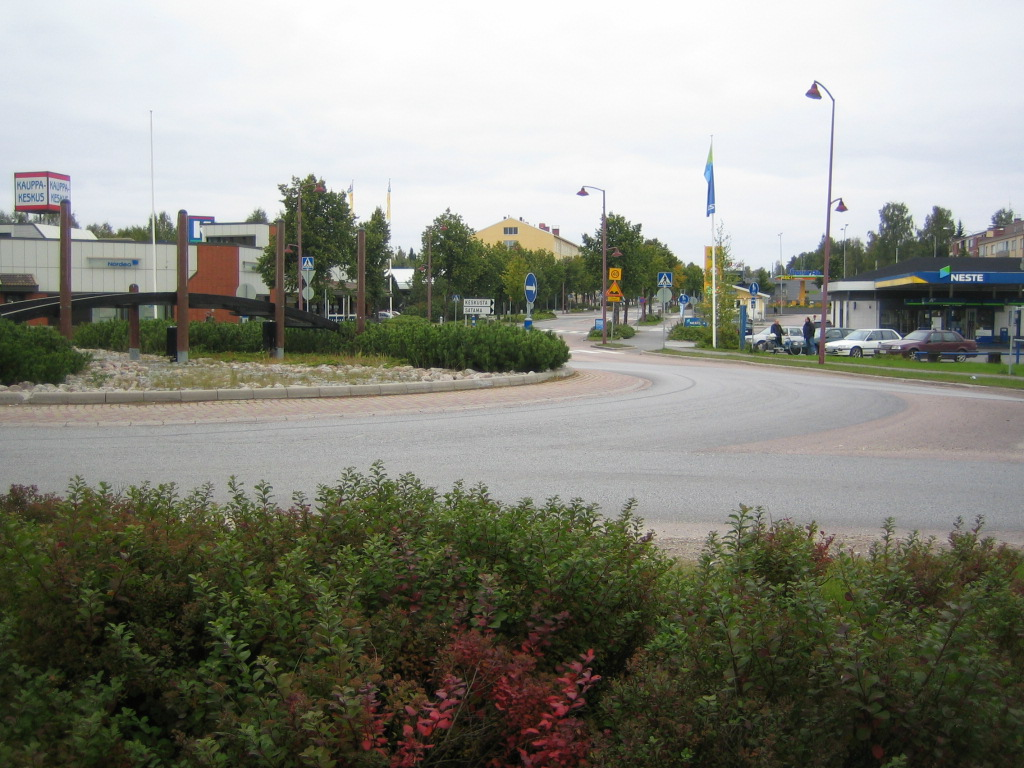
スオラフティ地区（2008年撮影）
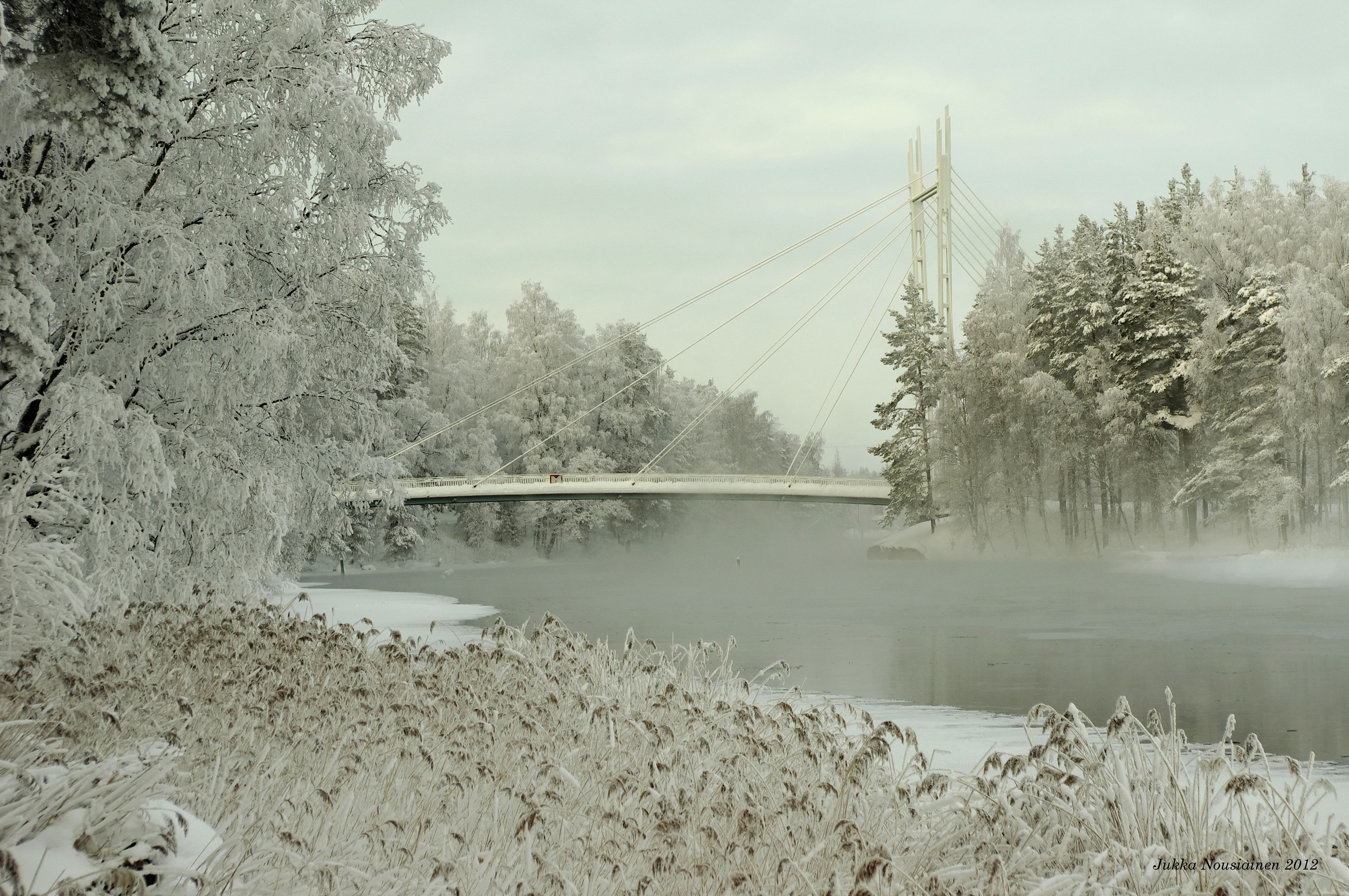
凍結した川。当時の気温はマイナス24度を記録した。
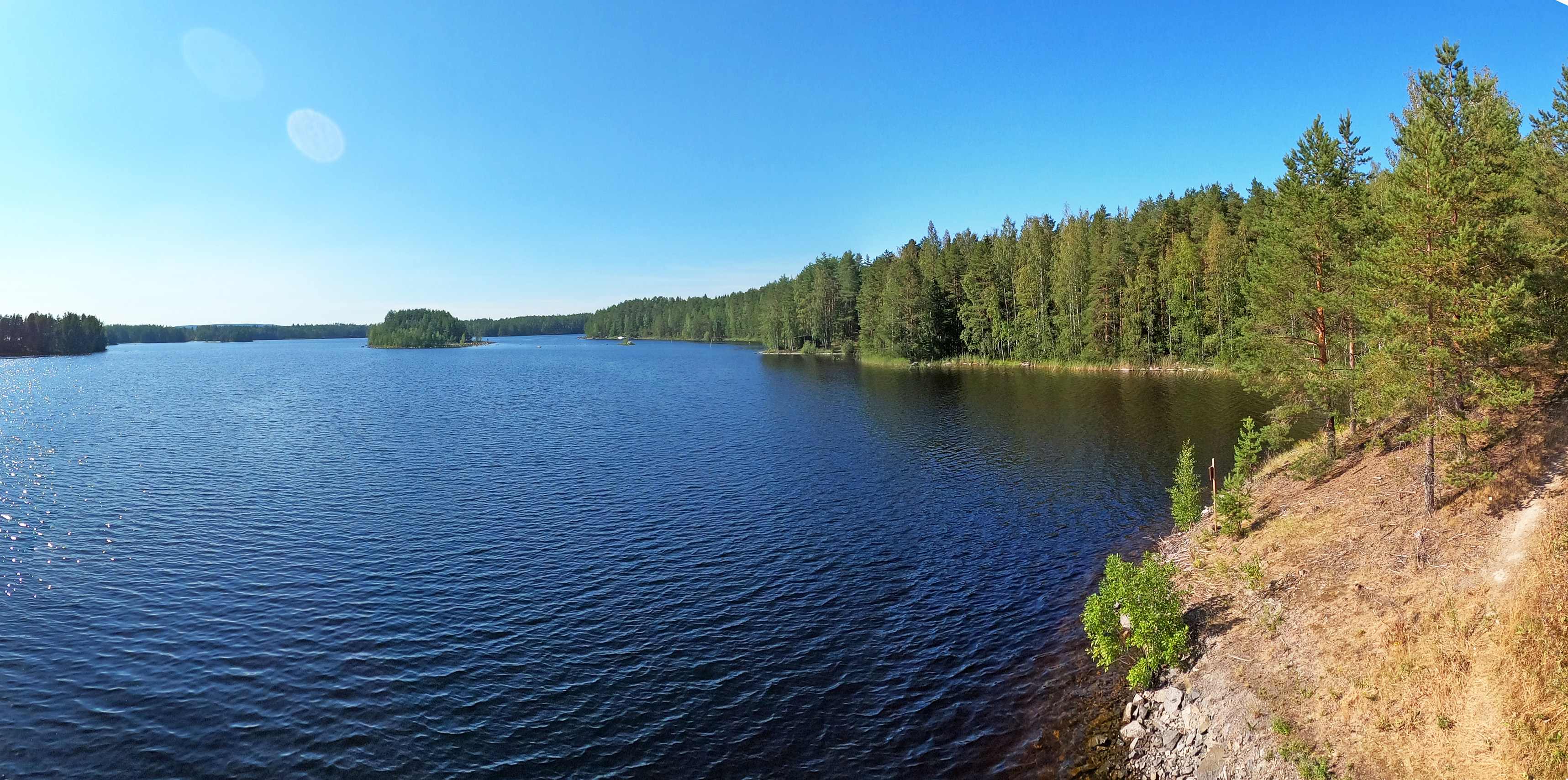
Myllyselkä湖とMämmenkylä湖（2021年）
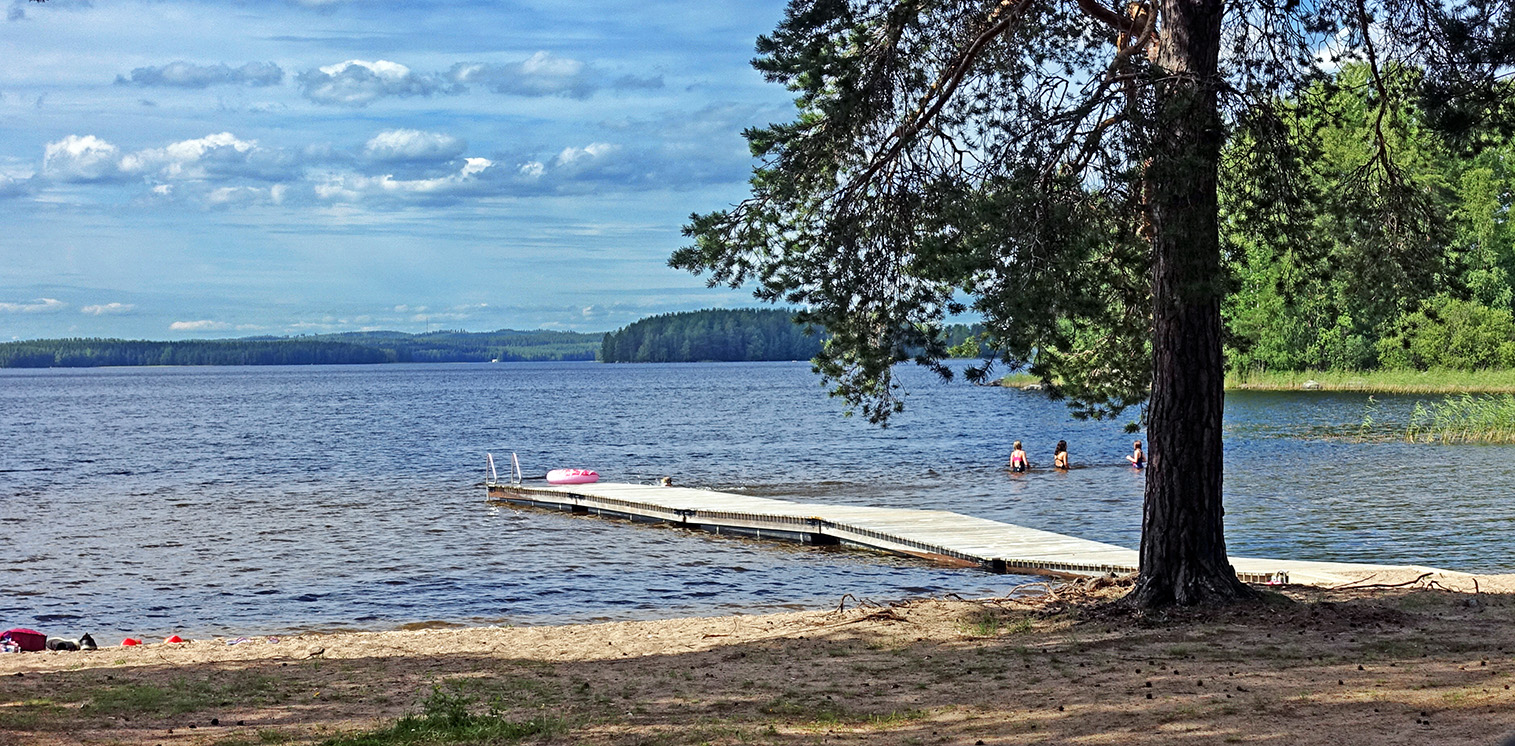
Keitele湖・Kovala水泳場（2020年）
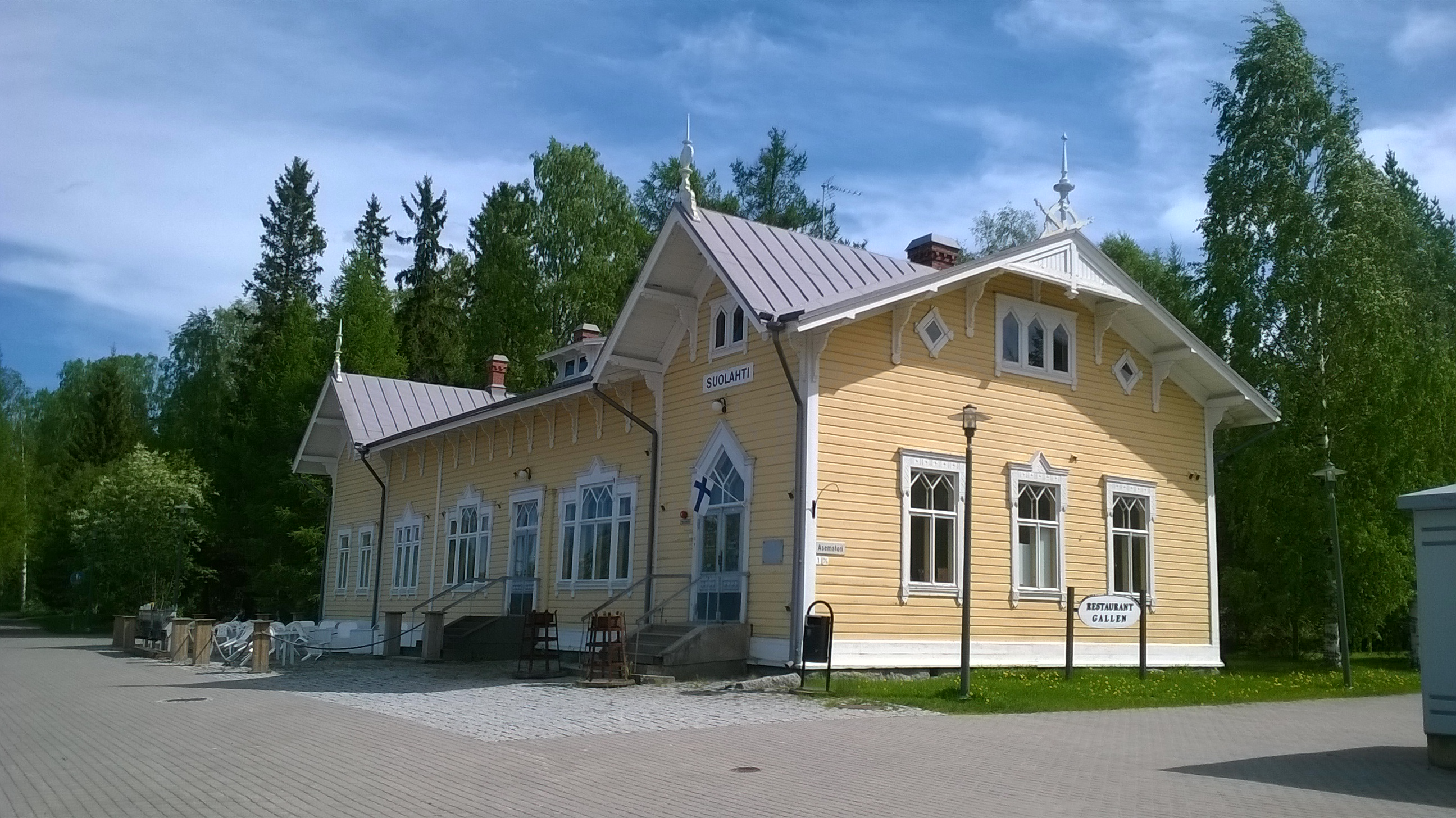
アーネコスキ駅舎（2015年）
1954年から2006年まで用いられた旧アーネコスキ市章